# Myxococcus xanthus
Myxococcus xanthus — бактерія ряду Міксобактерії типу Протеобактерії. Myxococcus xanthus — облігатні аероби, що формують колонії жовтого кольору (лат. xanthus — «жовтий»). Ці бактерії відомі своєю «соціальною» поведінкою, вони часто полюють на інших бактерій, рухаючись разом у «зграї», пересуваючись за допомогою бактеріального ковзання (див. нижче), а при нестачі поживних речовин збираються разом і формують плодові тіла, де перетворюються на спори («міксоспори»), як і інші міксобактерії. M. xanthus є модельним організмом, який вивчається завдяки своїй складній соціальній поведінці та складному циклу розвитку.

## Вегетативна поведінка
Клітини Myxococcus xanthus звичайно живуть в ґрунті та на залишках органічних матеріалів. Звичайно вони живляться органічними сполуками мертвих організмів (тобто є сапрофітами), але також полюють на інших мікроорганізмів. У останньому випадку вони нападають разом, як «зграя», що дозволяє їм виділяти достатню кількість токснів та екзоензимів щоб вбити та розчинити жертву. Окремі клітини не в змозі цього зробити, і тільки можуть всмоктувати окремі органічні молекули — цукри та невеликі поліпептиди. Механізм організації стада бактерій ще невідомий. Одним запропонованим механізмом, який, однак, описує не всі аспекти поведінки, є використання механізму дещо подібного до хемотаксису, але дещо відмінного, через те що ці бактерії живуть на поверхні, а не в рідині, та пересуваються дуже повільно. Тому замість розчинних сигнальних молекул для організації вони виділяють нерозчинні ліпіди, які і є сигналами для інших бактерій .

## Цикл розвитку

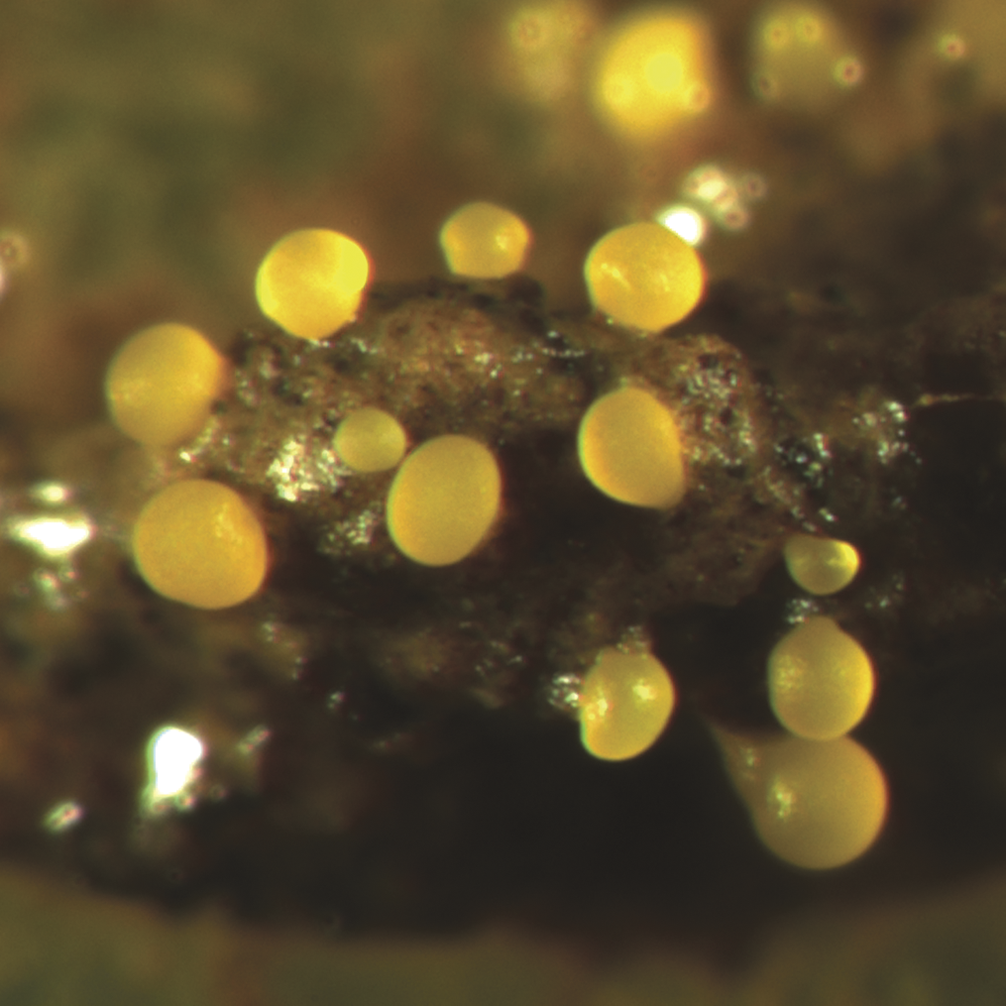
Плодові тіла на природній поверхні. Кожне жовте плодове тіло містить близько 100 тис. міксоспор.

Як тільки поживних речовин перестає вистачати, клітини починають складний цикл розвитку. Через 5—10 годин бактерії починають формувати агрегати, які ще через 5—10 годин перетворюються на плодові тіла. У цей момент самі бактерії починають перетворення на спори, на що витрачають ще 5—10 годин. Часто, якщо поживних речовин не вистачає навіть на те, щоб завершити цей процес, частина бактерії вмирає, звільнюючи поживні речовини у складі свого тіла, та дозволяючи решті завершити процес. Звичайно 40—80 % бактерій (залежно від штаму та від умов) все ж таки перетворюються на спори. Спори допомагають бактеріям пережити голодні періоди. Вони стійки до висушування, ультрафіолетового випромінювання, деяких хімічних агентів. Необхідність формувати плодові тіла викликана їх зграйною поведінкою, одна бактерія має набагато менше шансів вижити, ніж зграя, яка одразу формується із спор одного плодового тіла. Всі стадії розвитку регулюються цілим рядом секретованих (розчинних або нерозчинних) сигнальних молекул, що називаються «сигнал A», «сигнал B» і так далі . Механізм формування плодових тіл все ще невідомий, але запропоновані механізми включають сповільнення руху у районах високої цільності, що створює ефект конденсації, та механізм подібний до хетотаксису .

## Рух
Загальна назва систем руху бактерії Myxococcus xanthus — бактеріальне ковзання, термін, який описує будь-яке пересування на твердій поверхні. Детальніше рух цих бактерій складається з двох незалежний механізмів. Перший називається S-рухом (від англ. social — «соціальний»), при цьому типі руху бактерії використовують ворсинки IV типу, які ефективно прикріплюються до деяких поверхонь та до інших клітин M. xanthus, що допомагає їм триматися разом . Звідти і назва «соціальний рух». Другий механізм називається A-рухом (від англ. adventurous — «мандрівницький»), тобто бактерії «досліджують нові територій». Деталі цього механізму невідомі, відомо лише, що цей механізм вимагає виділення слизу, або як змазки, або для штовхання бактерії уперед подібно до ракети .

## Структура геному
Складність життєвого циклу М. xanthus можна побачити з його геному довжиною 9,14 MBp (млн пар основ), найбільший геном прокаріотів, секвентирований на сьогодні. Цей геном був недавно секвентирований Інститутом Дослідження Геномів (TIGR) і зараз доступний через GenBank.

## Можливе медичне значення
Крім використання як модельний організм, М. xanthus також виробляє сотні потенційно цінних вторинних метаболітів. Під час полювання М. xanthus випускає понад 300 вторинних метаболітів, багато з них для розчинення клітин мікробів ґрунту, якими він годується. Відомо, багато хто з цих речовин має лікарські властивості. Наприклад, М. xanthus виробляє міксамід, антибіотик, який ефективно діє проти дріжджів, гнилосних бактерій та ентеробактерій. М. xanthus також легко модифікувати генетично, що дозволяє використання його для виробництва генетично змінених речовин. Поточна робота включає отримання від цієї бактерій Епотілону B, полікатіду, здібного до знищення ракових клітин деяких видів пухлин. Нарешті, М. xanthus може використовуватися для біологійної боротьби з шкідниками, знищуючи багато патогенних грибів та бактерій.